# Interlands Chinees voetbalelftal 2020-2029
Deze pagina toont een chronologisch en gedetailleerd overzicht van de interlands die het Chinees voetbalelftal speelt en heeft gespeeld in de periode 2020 – 2029.

## Interlands

### 2020
Het Chinees voetbalelftal speelde in 2020 geen interlands vanwege de coronacrisis in China. Alle geplande interlands in het kader van WK-kwalificatie werden meermaals verplaatst en uiteindelijk in mei en juni 2021 gespeeld.

### 2021
|                                                                               |      |                                                                                      |       |                                                                                                   |
| 30 mei WK 2022 kwalificatie Tweede ronde «onderlinge duels» 19:30 uur (UTC+8) | Guam | 0 – 7                                                                                | China | Olympisch Sportcentrum Suzhou, Suzhou Toeschouwers: 29.222 Scheidsrechter: Sivakorn Pu-udom (THA) |
| 30 mei WK 2022 kwalificatie Tweede ronde «onderlinge duels» 19:30 uur (UTC+8) |      | 20' (pen.) Wu Lei 39' Jin Jingdao 55' Wu Lei 61' Wu Xi 65' Elkeson 83' Alan 87' Alan |       | Olympisch Sportcentrum Suzhou, Suzhou Toeschouwers: 29.222 Scheidsrechter: Sivakorn Pu-udom (THA) |

|                                                                               |                                  |       |            |                                                                                    |
| 7 juni WK 2022 kwalificatie Tweede ronde «onderlinge duels» 21:00 uur (UTC+4) | China                            | 2 – 0 | Filipijnen | Sharjahstadion, Sharjah (V.A.E.) Toeschouwers: 0 Scheidsrechter: Kim Hee-gon (KOR) |
| 7 juni WK 2022 kwalificatie Tweede ronde «onderlinge duels» 21:00 uur (UTC+4) | Wu Lei 56' (pen.) Wu Xinghan 65' |       |            | Sharjahstadion, Sharjah (V.A.E.) Toeschouwers: 0 Scheidsrechter: Kim Hee-gon (KOR) |

|                                                                                |                                                                 |       |           |                                                                                     |
| 11 juni WK 2022 kwalificatie Tweede ronde «onderlinge duels» 21:00 uur (UTC+4) | China                                                           | 5 – 0 | Malediven | Sharjahstadion, Sharjah (V.A.E.) Toeschouwers: 0 Scheidsrechter: Ahmad Al-Ali (KUW) |
| 11 juni WK 2022 kwalificatie Tweede ronde «onderlinge duels» 21:00 uur (UTC+4) | Liu Binbin 5' Wu Lei 30' Alan 68' Zhang Yuning 69' Tan Long 79' |       |           | Sharjahstadion, Sharjah (V.A.E.) Toeschouwers: 0 Scheidsrechter: Ahmad Al-Ali (KUW) |

|                                                                                |                                                      |       |                 |                                                                                      |
| 15 juni WK 2022 kwalificatie Tweede ronde «onderlinge duels» 22:00 uur (UTC+4) | China                                                | 3 – 1 | Syrië           | Sharjahstadion, Sharjah (V.A.E.) Toeschouwers: 0 Scheidsrechter: Muhammad Taqi (SIN) |
| 15 juni WK 2022 kwalificatie Tweede ronde «onderlinge duels» 22:00 uur (UTC+4) | Zhang Xizhe 43' Wu Lei 69' (pen.) Zhang Yuning 90+3' |       | 50' Aias Aosman | Sharjahstadion, Sharjah (V.A.E.) Toeschouwers: 0 Scheidsrechter: Muhammad Taqi (SIN) |

|                                                                                   |                                                   |       |       | |
| 2 september WK 2022 kwalificatie Derde ronde «onderlinge duels» 21:00 uur (UTC+3) | Australië                                         | 3 – 0 | China | Khalifa Internationaal Stadion, Ar Rayyan (Qatar) Toeschouwers: 0 Scheidsrechter: Ko Hyung-jin (KOR) |
| 2 september WK 2022 kwalificatie Derde ronde «onderlinge duels» 21:00 uur (UTC+3) | Awer Mabil 24' Martin Boyle 26' Mitchell Duke 70' |       |       | Khalifa Internationaal Stadion, Ar Rayyan (Qatar) Toeschouwers: 0 Scheidsrechter: Ko Hyung-jin (KOR) |

|                                                                                   |       |                |       | |
| 7 september WK 2022 kwalificatie Derde ronde «onderlinge duels» 18:00 uur (UTC+3) | China | 0 – 1          | Japan | Khalifa Internationaal Stadion, Doha (Qatar) Toeschouwers: 0 Scheidsrechter: Nawaf Shukralla (BHR) |
| 7 september WK 2022 kwalificatie Derde ronde «onderlinge duels» 18:00 uur (UTC+3) |       | 40' Yuya Osako |       | Khalifa Internationaal Stadion, Doha (Qatar) Toeschouwers: 0 Scheidsrechter: Nawaf Shukralla (BHR) |

|                                                                                 |                                          |       |                                     |                                                                                                 |
| 7 oktober WK 2022 kwalificatie Derde ronde «onderlinge duels» 21:00 uur (UTC+4) | China                                    | 3 – 2 | Vietnam                             | Sharjahstadion, Sharjah (V.A.E.) Toeschouwers: 0 Scheidsrechter: Mohammed Abdulla Mohamed (VAE) |
| 7 oktober WK 2022 kwalificatie Derde ronde «onderlinge duels» 21:00 uur (UTC+4) | Zhang Yuning 53' Wu Lei 75' Wu Lei 90+5' |       | 80' Hồ Tấn Tài 90' Nguyễn Tiến Linh | Sharjahstadion, Sharjah (V.A.E.) Toeschouwers: 0 Scheidsrechter: Mohammed Abdulla Mohamed (VAE) |

|                                                                                  |                                                           |       |                       |                                                                                               |
| 12 oktober WK 2022 kwalificatie Derde ronde «onderlinge duels» 20:00 uur (UTC+3) | Saoedi-Arabië                                             | 3 – 2 | China                 | Koning Abdoellah Sportstad, Jeddah Toeschouwers: 54.124 Scheidsrechter: Ilgiz Tantasjev (UZB) |
| 12 oktober WK 2022 kwalificatie Derde ronde «onderlinge duels» 20:00 uur (UTC+3) | Sami Al-Najei 15' Sami Al-Najei 38' Firas Al-Buraikan 72' |       | 46' Aloísio 87' Wu Xi | Koning Abdoellah Sportstad, Jeddah Toeschouwers: 54.124 Scheidsrechter: Ilgiz Tantasjev (UZB) |

|                                                                                   |            |       |                     |                                                                                             |
| 11 november WK 2022 kwalificatie Derde ronde «onderlinge duels» 19:00 uur (UTC+4) | China      | 1 – 1 | Oman                | Sharjahstadion, Sharjah (V.A.E.) Toeschouwers: 1.700 Scheidsrechter: Sivakorn Pu-udom (THA) |
| 11 november WK 2022 kwalificatie Derde ronde «onderlinge duels» 19:00 uur (UTC+4) | Wu Lei 21' |       | 75' Amjad Al-Harthi | Sharjahstadion, Sharjah (V.A.E.) Toeschouwers: 1.700 Scheidsrechter: Sivakorn Pu-udom (THA) |

|                                                                                   |                   |       |                   |                                                                                            |
| 16 november WK 2022 kwalificatie Derde ronde «onderlinge duels» 19:00 uur (UTC+4) | China             | 1 – 1 | Australië         | Sharjahstadion, Sharjah (V.A.E.) Toeschouwers: 1.050 Scheidsrechter: Adham Makhadmeh (JOR) |
| 16 november WK 2022 kwalificatie Derde ronde «onderlinge duels» 19:00 uur (UTC+4) | Wu Lei 71' (pen.) |       | 38' Mitchell Duke | Sharjahstadion, Sharjah (V.A.E.) Toeschouwers: 1.050 Scheidsrechter: Adham Makhadmeh (JOR) |

### 2022
|                                                                                  |                                     |       |       |                                                                                          |
| 27 januari WK 2022 kwalificatie Derde ronde «onderlinge duels» 19:00 uur (UTC+9) | Japan                               | 2 – 0 | China | Saitamastadion, Saitama Toeschouwers: 11.753 Scheidsrechter: Abdulrahman Al-Jassim (QAT) |
| 27 januari WK 2022 kwalificatie Derde ronde «onderlinge duels» 19:00 uur (UTC+9) | Yuya Osako 13' (pen.) Junya Ito 61' |       |       | Saitamastadion, Saitama Toeschouwers: 11.753 Scheidsrechter: Abdulrahman Al-Jassim (QAT) |

|                                                                                  |                                                     |       |              |                                                                                            |
| 1 februari WK 2022 kwalificatie Derde ronde «onderlinge duels» 19:00 uur (UTC+7) | Vietnam                                             | 3 – 1 | China        | Mỹ Đình Nationaal Stadion, Hanoi Toeschouwers: 6.099 Scheidsrechter: Nawaf Shukralla (BHR) |
| 1 februari WK 2022 kwalificatie Derde ronde «onderlinge duels» 19:00 uur (UTC+7) | Hồ Tấn Tài 9' Nguyễn Tiến Linh 16' Phan Văn Đức 76' |       | 90+7' Xu Xin | Mỹ Đình Nationaal Stadion, Hanoi Toeschouwers: 6.099 Scheidsrechter: Nawaf Shukralla (BHR) |

|                                                                                |                        |       |                       |                                                                                                   |
| 24 maart WK 2022 kwalificatie Derde ronde «onderlinge duels» 19:00 uur (UTC+4) | China                  | 1 – 1 | Saoedi-Arabië         | Sharjahstadion, Sharjah (V.A.E.) Toeschouwers: 200 Scheidsrechter: Mohammed Abdulla Mohamed (VAE) |
| 24 maart WK 2022 kwalificatie Derde ronde «onderlinge duels» 19:00 uur (UTC+4) | Zhu Chenjie 82' (pen.) |       | 45+1' Saleh Al-Shehri | Sharjahstadion, Sharjah (V.A.E.) Toeschouwers: 200 Scheidsrechter: Mohammed Abdulla Mohamed (VAE) |

|                                                                                |                                        |       |       |                                                                                             |
| 29 maart WK 2022 kwalificatie Derde ronde «onderlinge duels» 20:00 uur (UTC+4) | Oman                                   | 2 – 0 | China | Sultan Qaboos Sports Complex, Muscat Toeschouwers: 2.500 Scheidsrechter: Ko Hyung-jin (KOR) |
| 29 maart WK 2022 kwalificatie Derde ronde «onderlinge duels» 20:00 uur (UTC+4) | Arshad Al-Alawi 12' Abdullah Fawaz 74' |       |       | Sultan Qaboos Sports Complex, Muscat Toeschouwers: 2.500 Scheidsrechter: Ko Hyung-jin (KOR) |

| Oost-Aziatisch kampioenschap voetbal 2022 |
| ----------------------------------------- |

|                                                                 |       |                                                             |            |                                                                                   |
| 20 juli Oost-Azië Cup 2022 «onderlinge duels» 19:00 uur (UTC+9) | China | 0 – 3                                                       | Zuid-Korea | Toyotastadion, Toyota Toeschouwers: 200 Scheidsrechter: Achrol Riskoellajev (UZB) |
| 20 juli Oost-Azië Cup 2022 «onderlinge duels» 19:00 uur (UTC+9) |       | 39' (e.d.) Zhu Chenjie 54' Kwon Chang-hoon 80' Cho Gue-sung |            | Toyotastadion, Toyota Toeschouwers: 200 Scheidsrechter: Achrol Riskoellajev (UZB) |

|                                                                 |       |       |       |                                                                                      |
| 24 juli Oost-Azië Cup 2022 «onderlinge duels» 19:20 uur (UTC+9) | Japan | 0 – 0 | China | Toyotastadion, Toyota Toeschouwers: 10.526 Scheidsrechter: Nivon Robesh Gamini (SRI) |
| 24 juli Oost-Azië Cup 2022 «onderlinge duels» 19:20 uur (UTC+9) |       |       |       | Toyotastadion, Toyota Toeschouwers: 10.526 Scheidsrechter: Nivon Robesh Gamini (SRI) |

|                                                                 |              |       |          |                                                                                     |
| 27 juli Oost-Azië Cup 2022 «onderlinge duels» 16:00 uur (UTC+9) | China        | 1 – 0 | Hongkong | Toyotastadion, Toyota Toeschouwers: 4.220 Scheidsrechter: Mongkolchai Pechsri (THA) |
| 27 juli Oost-Azië Cup 2022 «onderlinge duels» 16:00 uur (UTC+9) | Tan Long 67' |       |          | Toyotastadion, Toyota Toeschouwers: 4.220 Scheidsrechter: Mongkolchai Pechsri (THA) |

|  |  |  |  |  |  |  |  |  |

### 2023
|                                                                  |               |       |       |                                                                                           |
| 23 maart Vriendschappelijk «onderlinge duels» 19:00 uur (UTC+13) | Nieuw-Zeeland | 0 – 0 | China | Mount Smart Stadium, Auckland Toeschouwers: 12.049 Scheidsrechter: Sivakorn Pu-udom (THA) |
| 23 maart Vriendschappelijk «onderlinge duels» 19:00 uur (UTC+13) |               |       |       | Mount Smart Stadium, Auckland Toeschouwers: 12.049 Scheidsrechter: Sivakorn Pu-udom (THA) |

|                                                                  |                                            |       |              |                                                                                 |
| 26 maart Vriendschappelijk «onderlinge duels» 16:00 uur (UTC+13) | Nieuw-Zeeland                              | 2 – 1 | China        | Sky Stadium, Wellington Toeschouwers: 10.307 Scheidsrechter: Kim Woo-sung (KOR) |
| 26 maart Vriendschappelijk «onderlinge duels» 16:00 uur (UTC+13) | Zhu Chenjie 43' (e.d.) Matthew Garbett 81' |       | 90+2' Ba Dun | Sky Stadium, Wellington Toeschouwers: 10.307 Scheidsrechter: Kim Woo-sung (KOR) |

|                                                                |                                                           |       |         |                                                                                             |
| 16 juni Vriendschappelijk «onderlinge duels» 18:30 uur (UTC+8) | China                                                     | 4 – 0 | Myanmar | Dalian Barracuda Baystadion, Dalian Toeschouwers: 27.651 Scheidsrechter: Ryo Tanimoto (JPN) |
| 16 juni Vriendschappelijk «onderlinge duels» 18:30 uur (UTC+8) | Zhang Linpeng 29' Lin Liangming 35' Wu Lei 75' Wu Lei 81' |       |         | Dalian Barracuda Baystadion, Dalian Toeschouwers: 27.651 Scheidsrechter: Ryo Tanimoto (JPN) |

|                                                                |                               |       |           |                                                                                               |
| 20 juni Vriendschappelijk «onderlinge duels» 19:35 uur (UTC+8) | China                         | 2 – 0 | Palestina | Dalian Barracuda Baystadion, Dalian Toeschouwers: 16.151 Scheidsrechter: Yudai Yamamoto (JPN) |
| 20 juni Vriendschappelijk «onderlinge duels» 19:35 uur (UTC+8) | Wu Lei 38' Tyias Browning 65' |       |           | Dalian Barracuda Baystadion, Dalian Toeschouwers: 16.151 Scheidsrechter: Yudai Yamamoto (JPN) |

|                                                                    |                   |       |                  | |
| 9 september Vriendschappelijk «onderlinge duels» 19:35 uur (UTC+8) | China             | 1 – 1 | Maleisië         | Chengdu Phoenix Hill Voetbalstadion, Chengdu Toeschouwers: 26.138 Scheidsrechter: Abdulhadi Al-Ruaile (QAT) |
| 9 september Vriendschappelijk «onderlinge duels» 19:35 uur (UTC+8) | Lin Liangming 36' |       | 11' Faisal Halim | Chengdu Phoenix Hill Voetbalstadion, Chengdu Toeschouwers: 26.138 Scheidsrechter: Abdulhadi Al-Ruaile (QAT) |

|                                                                     |       |                  |       | |
| 12 september Vriendschappelijk «onderlinge duels» 19:35 uur (UTC+8) | China | 0 – 1            | Syrië | Chengdu Phoenix Hill Voetbalstadion, Chengdu Toeschouwers: 12.367 Scheidsrechter: Sami Al-Jires (KSA) |
| 12 september Vriendschappelijk «onderlinge duels» 19:35 uur (UTC+8) |       | 59' Thaer Krouma |       | Chengdu Phoenix Hill Voetbalstadion, Chengdu Toeschouwers: 12.367 Scheidsrechter: Sami Al-Jires (KSA) |

|                                                                   |                               |       |         |                                                                                              |
| 10 oktober Vriendschappelijk «onderlinge duels» 19:35 uur (UTC+8) | China                         | 2 – 0 | Vietnam | Dalian Sports Centre Stadium, Dalian Toeschouwers: 9.219 Scheidsrechter: Woo Chun Sing (HKG) |
| 10 oktober Vriendschappelijk «onderlinge duels» 19:35 uur (UTC+8) | Wang Qiuming 56' Wu Lei 90+8' |       |         | Dalian Sports Centre Stadium, Dalian Toeschouwers: 9.219 Scheidsrechter: Woo Chun Sing (HKG) |

|                                                                   |                |       |                                              |                                                                                              |
| 16 oktober Vriendschappelijk «onderlinge duels» 19:35 uur (UTC+8) | China          | 1 – 2 | Oezbekistan                                  | Dalian Sports Centre Stadium, Dalian Toeschouwers: 12.868 Scheidsrechter: Tam Ping Wun (HKG) |
| 16 oktober Vriendschappelijk «onderlinge duels» 19:35 uur (UTC+8) | Wei Shihao 41' |       | 78' Otabek Sjoekoerov 86' Jamsjid Iskanderov | Dalian Sports Centre Stadium, Dalian Toeschouwers: 12.868 Scheidsrechter: Tam Ping Wun (HKG) |

|                                                                                    |                   |       |                               |                                                                                      |
| 16 november WK 2026 kwalificatie Tweede ronde «onderlinge duels» 19:30 uur (UTC+7) | Thailand          | 1 – 2 | China                         | Rajamangalastadion, Bangkok Toeschouwers: 35.009 Scheidsrechter: Salman Falahi (QAT) |
| 16 november WK 2026 kwalificatie Tweede ronde «onderlinge duels» 19:30 uur (UTC+7) | Sarach Yooyen 23' |       | 29' Wu Lei 74' Wang Shangyuan | Rajamangalastadion, Bangkok Toeschouwers: 35.009 Scheidsrechter: Salman Falahi (QAT) |

|                                                                                    |       |                                                                |            | |
| 21 november WK 2026 kwalificatie Tweede ronde «onderlinge duels» 20:00 uur (UTC+8) | China | 0 – 3                                                          | Zuid-Korea | Shenzhen Universiade Sportcentrum, Shenzhen Toeschouwers: 39.969 Scheidsrechter: Abdulrahman Al-Jassim (QAT) |
| 21 november WK 2026 kwalificatie Tweede ronde «onderlinge duels» 20:00 uur (UTC+8) |       | 11' (pen.) Son Heung-min 45' Son Heung-min 87' Jung Seung-hyun |            | Shenzhen Universiade Sportcentrum, Shenzhen Toeschouwers: 39.969 Scheidsrechter: Abdulrahman Al-Jassim (QAT) |

|                                                                    |                                            |       |       |                                                                                    |
| 29 december Vriendschappelijk «onderlinge duels» 19:15 uur (UTC+4) | Oman                                       | 2 – 0 | China | Baniyasstadion, Abu Dhabi Toeschouwers: 0 Scheidsrechter: Yahya Ali Al Mulla (VAE) |
| 29 december Vriendschappelijk «onderlinge duels» 19:15 uur (UTC+4) | Arshad Al-Alawi 49' Muhsen Al-Ghassani 65' |       |       | Baniyasstadion, Abu Dhabi Toeschouwers: 0 Scheidsrechter: Yahya Ali Al Mulla (VAE) |

### 2024
|                                                                  |             |       |                                   |                                                                                    |
| 1 januari Vriendschappelijk «onderlinge duels» 17:30 uur (UTC+4) | China       | 1 – 2 | Hongkong                          | Baniyasstadion, Abu Dhabi Toeschouwers: 0 Scheidsrechter: Yahya Ali Al Mulla (VAE) |
| 1 januari Vriendschappelijk «onderlinge duels» 17:30 uur (UTC+4) | Tan Long 9' |       | 51' Poon Pui Hin 59' Poon Pui Hin | Baniyasstadion, Abu Dhabi Toeschouwers: 0 Scheidsrechter: Yahya Ali Al Mulla (VAE) |

| Aziatisch kampioenschap voetbal 2023 |
| ------------------------------------ |

|                                                                       |       |       |              | |
| 13 januari Azië Cup 2023 Groep A «onderlinge duels» 17:30 uur (UTC+3) | China | 0 – 0 | Tadzjikistan | Abdullah bin Khalifastadion, Doha Toeschouwers: 4.001 Scheidsrechter: Mohammed Al Hoaish (KSA) Video-assistent: Khalid Al-Turais (KSA) |
| 13 januari Azië Cup 2023 Groep A «onderlinge duels» 17:30 uur (UTC+3) |       |       |              | Abdullah bin Khalifastadion, Doha Toeschouwers: 4.001 Scheidsrechter: Mohammed Al Hoaish (KSA) Video-assistent: Khalid Al-Turais (KSA) |

|                                                                       |         |       |       | |
| 17 januari Azië Cup 2023 Groep A «onderlinge duels» 14:30 uur (UTC+3) | Libanon | 0 – 0 | China | Al Thumamastadion, Doha Toeschouwers: 14.137 Scheidsrechter: Ko Hyung-jin (KOR) Video-assistent: Kim Jong-hyeok (KOR) |
| 17 januari Azië Cup 2023 Groep A «onderlinge duels» 14:30 uur (UTC+3) |         |       |       | Al Thumamastadion, Doha Toeschouwers: 14.137 Scheidsrechter: Ko Hyung-jin (KOR) Video-assistent: Kim Jong-hyeok (KOR) |

|                                                                       |                      |       |       | |
| 22 januari Azië Cup 2023 Groep A «onderlinge duels» 18:00 uur (UTC+3) | Qatar                | 1 – 0 | China | Khalifa Internationaal Stadion, Ar Rayyan Toeschouwers: 42.104 Scheidsrechter: Abdullah Jamali (KUW) Video-assistent: Ahmad Al-Ali (KUW) |
| 22 januari Azië Cup 2023 Groep A «onderlinge duels» 18:00 uur (UTC+3) | Hassan Al-Haidos 66' |       |       | Khalifa Internationaal Stadion, Ar Rayyan Toeschouwers: 42.104 Scheidsrechter: Abdullah Jamali (KUW) Video-assistent: Ahmad Al-Ali (KUW) |

|  |  |  |  |  |  |  |  |  |

|                                                                                 |                                  |       |                         |                                                                                     |
| 21 maart WK 2026 kwalificatie Tweede ronde «onderlinge duels» 20:30 uur (UTC+8) | Singapore                        | 2 – 2 | China                   | Nationaal Stadion, Singapore Toeschouwers: 28.414 Scheidsrechter: Shaun Evans (AUS) |
| 21 maart WK 2026 kwalificatie Tweede ronde «onderlinge duels» 20:30 uur (UTC+8) | Faris Ramli 53' Jacob Mahler 81' |       | 10' Wu Lei 45+2' Wu Lei | Nationaal Stadion, Singapore Toeschouwers: 28.414 Scheidsrechter: Shaun Evans (AUS) |

|                                                                                 |                                                            |       |                 |                                                                                   |
| 26 maart WK 2026 kwalificatie Tweede ronde «onderlinge duels» 20:00 uur (UTC+8) | China                                                      | 4 – 1 | Singapore       | Olympisch Stadion, Tianjin Toeschouwers: 42.977 Scheidsrechter: Omar Al-Ali (VAE) |
| 26 maart WK 2026 kwalificatie Tweede ronde «onderlinge duels» 20:00 uur (UTC+8) | Wu Lei 21' Fei Nanduo 65' (pen.) Wu Lei 85' Wei Shihao 90' |       | 22' Faris Ramli | Olympisch Stadion, Tianjin Toeschouwers: 42.977 Scheidsrechter: Omar Al-Ali (VAE) |

|                                                                               |                  |       |                       |                                                                                        |
| 6 juni WK 2026 kwalificatie Tweede ronde «onderlinge duels» 20:00 uur (UTC+8) | China            | 1 – 1 | Thailand              | Olympisch Stadion, Shenyang Toeschouwers: 46.979 Scheidsrechter: Ilgiz Tantasjev (UZB) |
| 6 juni WK 2026 kwalificatie Tweede ronde «onderlinge duels» 20:00 uur (UTC+8) | Zhang Yuning 79' |       | 20' Supachok Sarachat | Olympisch Stadion, Shenyang Toeschouwers: 46.979 Scheidsrechter: Ilgiz Tantasjev (UZB) |

|                                                                                |                 |       |       |                                                                                             |
| 11 juni WK 2026 kwalificatie Tweede ronde «onderlinge duels» 20:00 uur (UTC+9) | Zuid-Korea      | 1 – 0 | China | Seoul World Cupstadion, Seoel Toeschouwers: 64.935 Scheidsrechter: Mohammed Al Hoaish (KSA) |
| 11 juni WK 2026 kwalificatie Tweede ronde «onderlinge duels» 20:00 uur (UTC+9) | Lee Kang-in 61' |       |       | Seoul World Cupstadion, Seoel Toeschouwers: 64.935 Scheidsrechter: Mohammed Al Hoaish (KSA) |

|                                                                                   | |       |       |                                                                                          |
| 5 september WK 2026 kwalificatie Derde ronde «onderlinge duels» 19:35 uur (UTC+9) | Japan | 7 – 0 | China | Saitamastadion, Saitama Toeschouwers: 52.398 Scheidsrechter: Abdulrahman Al-Jassim (QAT) |
| 5 september WK 2026 kwalificatie Derde ronde «onderlinge duels» 19:35 uur (UTC+9) | Wataru Endo 12' Kaoru Mitoma 45+2' Takumi Minamino 52' Takumi Minamino 58' Junya Ito 77' Daizen Maeda 87' Takefusa Kubo 90+5' |       |       | Saitamastadion, Saitama Toeschouwers: 52.398 Scheidsrechter: Abdulrahman Al-Jassim (QAT) |

|                                                                                    |                       |       |                                     |                                                                                                  |
| 10 september WK 2026 kwalificatie Derde ronde «onderlinge duels» 20:00 uur (UTC+8) | China                 | 1 – 2 | Saoedi-Arabië                       | Dalian Barracuda Baystadion, Dalian Toeschouwers: 48.628 Scheidsrechter: Nasroello Kabirov (TJK) |
| 10 september WK 2026 kwalificatie Derde ronde «onderlinge duels» 20:00 uur (UTC+8) | Ali Lajami 14' (e.d.) |       | 39' Hassan Kadesh 90' Hassan Kadesh | Dalian Barracuda Baystadion, Dalian Toeschouwers: 48.628 Scheidsrechter: Nasroello Kabirov (TJK) |

|                                                                                      |                                                              |       |                 |                                                                                     |
| 10 oktober WK 2026 kwalificatie Derde ronde «onderlinge duels» 19:40 uur (UTC+10:30) | Australië                                                    | 3 – 1 | China           | Adelaide Oval, Adelaide Toeschouwers: 46.219 Scheidsrechter: Nazmi Nasaruddin (MAS) |
| 10 oktober WK 2026 kwalificatie Derde ronde «onderlinge duels» 19:40 uur (UTC+10:30) | Lewis Miller 45+2' Craig Goodwin 53' Nishan Velupillay 90+2' |       | 20' Xie Wenneng | Adelaide Oval, Adelaide Toeschouwers: 46.219 Scheidsrechter: Nazmi Nasaruddin (MAS) |

|                                                                                  |                                      |       |               |                                                                                              |
| 15 oktober WK 2026 kwalificatie Derde ronde «onderlinge duels» 20:00 uur (UTC+8) | China                                | 2 – 1 | Indonesië     | Qingdao Jeugd Voetbalstadion, Qingdao Toeschouwers: 37.133 Scheidsrechter: Omar Al-Ali (VAE) |
| 15 oktober WK 2026 kwalificatie Derde ronde «onderlinge duels» 20:00 uur (UTC+8) | Behram Abduweli 21' Zhang Yuning 44' |       | 86' Thom Haye | Qingdao Jeugd Voetbalstadion, Qingdao Toeschouwers: 37.133 Scheidsrechter: Omar Al-Ali (VAE) |

|                                                                                   |         |                    |       |                                                                                            |
| 14 november WK 2026 kwalificatie Derde ronde «onderlinge duels» 17:00 uur (UTC+3) | Bahrein | 0 – 1              | China | Bahrein Nationaal Stadion, Riffa Toeschouwers: 7.921 Scheidsrechter: Adham Makhadmeh (JOR) |
| 14 november WK 2026 kwalificatie Derde ronde «onderlinge duels» 17:00 uur (UTC+3) |         | 90+1' Zhang Yuning |       | Bahrein Nationaal Stadion, Riffa Toeschouwers: 7.921 Scheidsrechter: Adham Makhadmeh (JOR) |

|                                                                                   |                   |       |                                                |                                                                                      |
| 19 november WK 2026 kwalificatie Derde ronde «onderlinge duels» 20:00 uur (UTC+8) | China             | 1 – 3 | Japan                                          | Xiamen Egretstadion, Xiamen Toeschouwers: 45.336 Scheidsrechter: Muhammad Taqi (SIN) |
| 19 november WK 2026 kwalificatie Derde ronde «onderlinge duels» 20:00 uur (UTC+8) | Lin Liangming 48' |       | 39' Koki Ogawa 45+6' Ko Itakura 54' Koki Ogawa | Xiamen Egretstadion, Xiamen Toeschouwers: 45.336 Scheidsrechter: Muhammad Taqi (SIN) |

### 2025
|                                                                                |                      |       |       |                                                                                               |
| 20 maart WK 2026 kwalificatie Derde ronde «onderlinge duels» 21:15 uur (UTC+3) | Saoedi-Arabië        | 1 – 0 | China | Koning Saud Universiteitstadion, Riyad Toeschouwers: 24.742 Scheidsrechter: Omar Al-Ali (VAE) |
| 20 maart WK 2026 kwalificatie Derde ronde «onderlinge duels» 21:15 uur (UTC+3) | Salem Al-Dawsari 50' |       |       | Koning Saud Universiteitstadion, Riyad Toeschouwers: 24.742 Scheidsrechter: Omar Al-Ali (VAE) |

|                                                                                |       |                                          |           | |
| 25 maart WK 2026 kwalificatie Derde ronde «onderlinge duels» 19:00 uur (UTC+8) | China | 0 – 2                                    | Australië | Hangzhou Olympic Expo Center, Hangzhou Toeschouwers: 70.588 Scheidsrechter: Mooud Bonyadifard (IRN) |
| 25 maart WK 2026 kwalificatie Derde ronde «onderlinge duels» 19:00 uur (UTC+8) |       | 16' Jackson Irvine 29' Nishan Velupillay |           | Hangzhou Olympic Expo Center, Hangzhou Toeschouwers: 70.588 Scheidsrechter: Mooud Bonyadifard (IRN) |

|                                                                           |           |   |       |                                                   |
| 5 juni WK 2026 kwalificatie Derde ronde «onderlinge duels» n.n.b. (UTC+7) | Indonesië | – | China | Bung Karnostadion, Jakarta Scheidsrechter: n.n.b. |
| 5 juni WK 2026 kwalificatie Derde ronde «onderlinge duels» n.n.b. (UTC+7) |           |   |       | Bung Karnostadion, Jakarta Scheidsrechter: n.n.b. |

|                                                                            |       |   |         |                               |
| 10 juni WK 2026 kwalificatie Derde ronde «onderlinge duels» n.n.b. (UTC+8) | China | – | Bahrein | n.n.b. Scheidsrechter: n.n.b. |
| 10 juni WK 2026 kwalificatie Derde ronde «onderlinge duels» n.n.b. (UTC+8) |       |   |         | n.n.b. Scheidsrechter: n.n.b. |

CFA · A-internationals · Selecties · Bondscoaches · Statistieken · Chinees vrouwenelftal · China U21 · China U20 · China U19 · China U18 · China U17
1948 – 1969 · 
1970 – 1979 · 
1980 – 1989 · 
1990 – 1999 · 
2000 – 2009 · 
2010 – 2019 ·
2020 − 2029
Azië Cup 1976 · 
Azië Cup 1980 · 
Azië Cup 1984 · 
Azië Cup 1988 · 
Azië Cup 1992 · 
Azië Cup 1996 · 
Azië Cup 2000 · 
Azië Cup 2004 · 
Azië Cup 2007 · 
Azië Cup 2011
WK 2002
OS 1988 · 
OS 2008
1948 · 
1949–1951 · 
1952 · 
1953–1955 · 
1956 · 
1957 · 
1958 · 
1959 · 
1960 · 
1961–1962 · 
1963 · 
1964 · 
1965 · 
1966 · 
1967–1970 · 
1971 · 
1972 · 
1973 · 
1974 · 
1975 · 
1976 · 
1977 · 
1978 · 
1979 · 
1980 · 
1981 · 
1982 · 
1983 · 
1984 · 
1985 · 
1986 · 
1987 · 
1988 · 
1989 · 
1990 · 
1991 · 
1992 · 
1993 · 
1994 · 
1995 · 
1996 · 
1997 · 
1998 · 
1999 · 
2000 · 
2001 · 
2002 · 
2003 · 
2004 · 
2005 · 
2006 · 
2007 · 
2008 · 
2009 · 
2010 · 
2011 · 
2012 · 
2013 · 
2014 ·
2015 ·
2016 ·
2017 ·
2018 ·
2019 ·
2020 ·
2021
Afghanistan ·
Albanië ·
Algerije ·
Andorra ·
Argentinië ·
Australië ·
Bahrein ·
Bangladesh ·
Bhutan ·
Bosnië en Herzegovina ·
Botswana ·
Brazilië ·
Brunei ·
Cambodja ·
Canada ·
Chili ·
Colombia ·
Congo-Kinshasa ·
Costa Rica ·
Cuba ·
Duitsland ·
Egypte ·
El Salvador ·
Engeland ·
Estland ·
Fiji ·
Filipijnen ·
Finland ·
Frankrijk ·
Gambia ·
Ghana ·
Groot-Brittannië ·
Guam ·
Guinee ·
Haïti ·
Honduras ·
Hongarije ·
Hongkong ·
Ierland ·
IJsland ·
India ·
Indonesië ·
Irak ·
Iran ·
Italië ·
Jamaica ·
Japan ·
Jemen ·
Joegoslavië ·
Jordanië ·
Kazachstan ·
Kenia ·
Kirgizië ·
Koeweit ·
Kroatië ·
Laos ·
Letland ·
Libanon ·
Liechtenstein ·
Macau ·
Malediven ·
Maleisië ·
Mali ·
Marokko ·
Mexico ·
Myanmar ·
Nederland ·
Nepal ·
Nieuw-Zeeland ·
Noord-Korea ·
Noord-Macedonië ·
Noorwegen ·
Oezbekistan ·
Oman ·
Pakistan ·
Palestina ·
Papoea-Nieuw-Guinea ·
Paraguay ·
Peru ·
Polen ·
Portugal ·
Qatar ·
Roemenië ·
Saoedi-Arabië ·
Senegal ·
Servië ·
Servië en Montenegro ·
Sierra Leone ·
Singapore ·
Slovenië ·
Soedan ·
Somalië ·
Sovjet-Unie ·
Spanje ·
Sri Lanka ·
Syrië ·
Tadzjikistan ·
Tanzania ·
Thailand ·
Trinidad en Tobago ·
Tsjechië ·
Tunesië ·
Turkije ·
Turkmenistan ·
Uruguay ·
Venezuela ·
Verenigde Arabische Emiraten ·
Verenigde Staten ·
Vietnam ·
Wales ·
Zambia ·
Zimbabwe ·
Zuid-Korea ·
Zweden ·
Zwitserland
Brazilië (2002) · 
Costa Rica (2002)
CONMEBOL: Argentinië · Bolivia · Brazilië · Chili · Colombia · Ecuador · Paraguay · Peru · Uruguay · Venezuela

UEFA: Albanië · Andorra · Armenië · Azerbeidzjan · België · Bosnië en Herzegovina · Bulgarije · Cyprus · Denemarken · Duitsland · Engeland · Estland · Faeröer · Finland · Frankrijk · Georgië · Gibraltar · Griekenland · Hongarije · IJsland · Ierland · Israël · Italië · Kazachstan · Kosovo · Kroatië · Letland · Liechtenstein · Litouwen · Luxemburg · Malta · Moldavië · Montenegro · Nederland · Noord-Ierland · Noord-Macedonië · Noorwegen · Oekraïne · Oostenrijk · Polen · Portugal · Roemenië · Rusland · San Marino · Schotland · Servië · Slovenië · Slowakije · Spanje · Tsjechië · Turkije · Wales · Wit-Rusland · Zweden · Zwitserland

AFC: Australië · China · Irak · Iran · Japan · Libanon · Oezbekistan · Oman · Qatar · Saoedi-Arabië · Syrië · Verenigde Arabische Emiraten · Vietnam · Zuid-Korea

CAF: Algerije · Burkina Faso · Congo-Kinshasa · Egypte · Ghana · Ivoorkust · Kaapverdië · Kameroen · Mali · Marokko · Nigeria · Senegal · Tunesië · Zuid-Afrika

CONCACAF: Canada · Costa Rica · Curaçao · El Salvador · Honduras · Jamaica · Mexico · Panama · Suriname · Verenigde Staten

OFC: Nieuw-Zeeland